# Kofi Annan International Peacekeeping Training Centre

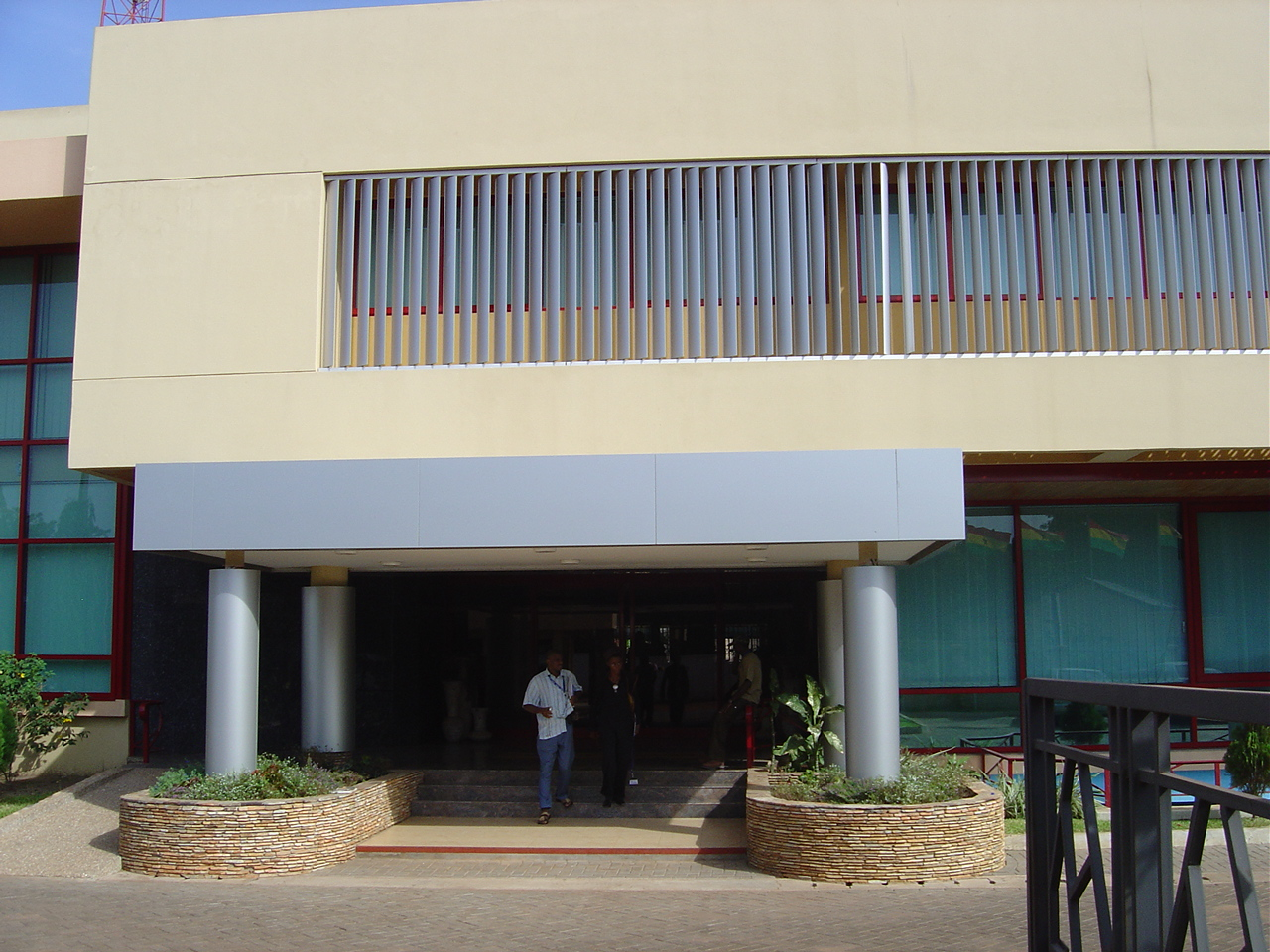
Eingangsbereich des Trainingszentrums (2007)

Das Kofi Annan International Peacekeeping Training Centre (KAIPTC) ist eine Einrichtung zur Schulung von Streitkräften für internationale Friedenseinsätze und Fortentwicklung internationaler Friedenseinsätze westafrikanischer Truppen in Accra, der Hauptstadt von Ghana. Kommandant des KAPTC ist Generalmajor (Major-General) John Attipoe. Im KAIPTC werden zivile, polizeiliche sowie militärische Einsatzkräfte für den Einsatz im Rahmen von internationalen Friedensmissionen ausgebildet. Die Einrichtung wurde nach dem ehemaligen UN-Generalsekretär Kofi Annan benannt.

## Gründung
Das KAIPTC wurde auf einer Trainingsbasis des ghanaischen Militärs (Ghana Armed Forces Command and Staff College in Teshie) mit internationaler Unterstützung als ein multinationales Zentrum zur Schaffung und Unterstützung von westafrikanischen Einsätzen im Rahmen von internationalen Friedensmissionen unter dem Dach der Economic Community of West African States (ECOWAS) gegründet. Mit dem KAIPTC sollte die steigende Bedeutung der afrikanischen Staaten bei der internationalen Friedenssicherung unterstützt werden.
Bereits seit den frühen 1960er Jahren nehmen ghanaische Militärs an UN-Friedensmissionen teil. Die großen Erfahrungen auf diesem Gebiet sollen durch das KAIPTC verarbeitet und weitergegeben werden. Im Mai 1998 beschloss das Verteidigungsministerium Ghanas die Gründung des KAIPTC in Accra zur Fortbildung und zum Training westafrikanischer Truppenverbände für die Arbeit bei Friedensmissionen der UN. Das KAIPTC wurde geplant und gegründet als Trainingsbasis für zumindest den gesamten westlichen Teil des Kontinents.
Die Eröffnungsfeier fand am 24. Januar 2004 in Anwesenheit hoher internationaler und nationaler Politiker statt wie dem damaligen deutschen Bundeskanzler Gerhard Schröder, dem ghanaischen Staatspräsidenten John Agyekum Kufuor, dem ghanaischen Verteidigungsminister Kwame Addo-Kufuor und dem ECOWAS Executive Secretary Ibn Chambas.

## Unterstützung
Das KAIPTC wird international finanziell und durch Bereitstellung erfahrenen Lehrpersonals unterstützt. Deutschland hat das KAIPTC seit der Gründung mit 6 Millionen Euro gefördert. Aufgrund der großen deutschen Unterstützung wurde das Auditorium auf dem KAIPTC-Gelände nach dem ehemaligen deutschen Bundeskanzler Gerhard Schröder Halle genannt. Zwischen 2004 und 2008 sollen weitere 3,5 Millionen Euro für das KAIPTC zur Verfügung gestellt werden. Wesentlich für den Aufbau des KAIPTC waren die Unterstützungen aus Kanada, Dänemark, der Europäischen Union, Frankreich, Indien, Italien, Niederlande, Norwegen, Spanien, der Schweiz, Großbritannien und den USA.

## Ausstattung und Seminarangebot
Der erste Kurs wurde im November des Jahres 2003 erfolgreich abgehalten. Auf dem Gelände stehen aktuell zwei Arbeitsräume für ca. 30 Seminarteilnehmer, vier Seminarräume für ca. 25 Teilnehmer und drei Konferenzräume mit modernster Technik zur Verfügung. Ferner steht ein Auditorium mit 203 Sitzplätzen auch größeren Veranstaltungen offen. Im CAST (Command and Staff Trainer Room) werden mehr als 40 Seminarteilnehmer anhand modernster Simulatoren für die Führung von Einsätzen in Krisengebieten ausgebildet.
In Schulungskursen und Seminaren wird den Teilnehmern aus den verschiedenen militärischen Einheiten interdisziplinär der Einsatz in Krisengebieten dargestellt. Neben militärischen Fähigkeiten werden Trainingseinheiten im Sicherheitsbereich, der Diplomatie und Verwaltungsaufgaben vermittelt. Besonderen Wert legen die Ausbilder auf international gestaltete Einsatztruppen und die besonderen Probleme beim Einsatz in den unterschiedlichsten Krisengebieten in politisch, kulturell und ökonomisch sensiblen Regionen. Auch zum Einsatz als Wahlbeobachter werden die Probanden trainiert.
Das KAIPTC hat sich auf die Ausbildung und das Training von Führungskräften in internationalen Friedensmissionen spezialisiert. Bereits 43 Kurse (Stand 7. Februar 2007) sind erfolgreich durchgeführt worden. Allein im Februar 2007 stehen fünf weitere Kurse zur Durchführung an und 17 weitere Kurse bis zum Ende November des Jahres 2007. Über 3000 Teilnehmer aus 70 Ländern haben an den Seminaren bisher teilgenommen.

## Leitung des KAIPTC
Das ghanaisch geführte KAIPTC wird von einem internationalen Stab unterstützt. Das Kommando über die Trainingseinrichtung KAIPTC hat Air Vice Marshal Chris E.K. Dovlo. Zur Ausführung der täglichen Arbeit ist dem Kommandanten ein internationales Team aus Nigeria, Mali, Ghana, den USA, der Schweiz und Deutschland zur Seite gestellt.
Innerhalb des KAIPTC sind drei Departements, ebenfalls mit internationaler Besetzung, zu unterscheiden:
- Training Departement mit Kursdirektoren und einer Trainings Evaluation & - Entwicklungs Einheit
- Entwicklungs Departement mit Programm-Verantwortlichen
- Administration für den vitalen Support des täglichen Betriebs.

Die Arbeit des KAIPTC im Bereich der Bildung, Ausbildung und des Trainings für Friedensmissionen ist international anerkannt und bietet auch graduate studies an.